# Øystein Lønn
Øystein Lønn (født 12. april 1936 i Kristiansand, død 10. januar 2022) var en norsk forfatter. Han fik sin litterære debut i 1966, men forblev forholdsvis ukendt i sit hjemland indtil 1990'erne, hvor han modtog flere priser. I 1996 blev han tildelt Nordisk Råds Litteraturpris for novellesamlingen Hvad skal vi lave i dag og andre noveller.
Lønn nåede i sin karriere at skrive 14 romaner, fem novellesamlinger og to skuespil. Hans værker er blevet oversat til omkring femten sprog.